# Obezita

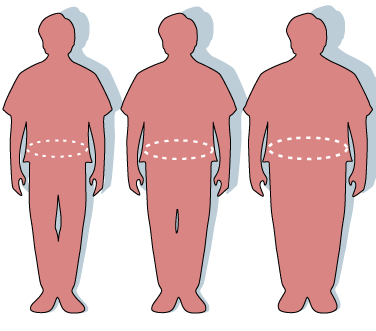
Obvod pasu muže s ideální hmotností, s nadváhou (nad 94 cm), obézního (nad 102 cm)

Obezita (zastarale cizím slovem obesita nebo obesitas), česky otylost (zastarale česky též obtloustlost) je stav, ve kterém přirozená energetická rezerva savce (např. člověka), která je uložena v tukové tkáni, stoupla nad obvyklou úroveň a poškozuje zdraví. Obezita u divokého zvířete je relativně vzácná, ale je obvyklá u domácích zvířat jako prasata, psi nebo kočky atd., která mohou být překrmená a bez dostatečného pohybu. Někde je obezita klasifikována jako nemoc.

## Parametry obezity
Pro bělošskou evropskou populaci je podle kritérií Světové zdravotnické organizace (WHO) definována indexem tělesné hmotnosti (BMI) vyšším než 30. 
- Zdravá váha – hodnota mezi 18,5 a 25
- Nadváha – hodnota mezi 25 až 30
- Obezita 1. stupně – hodnota mezi 30 a 35
- Obezita 2. stupně – hodnota mezi 35 až 40
- Obezita 3. stupně (tzv. morbidní obezita) – hodnota přes 40[3]

Pro asijskou a pacifickou populaci je obezita definována BMI vyšším než 25, někdy než 27. Se stupněm obezity rostou zdravotní výdaje.

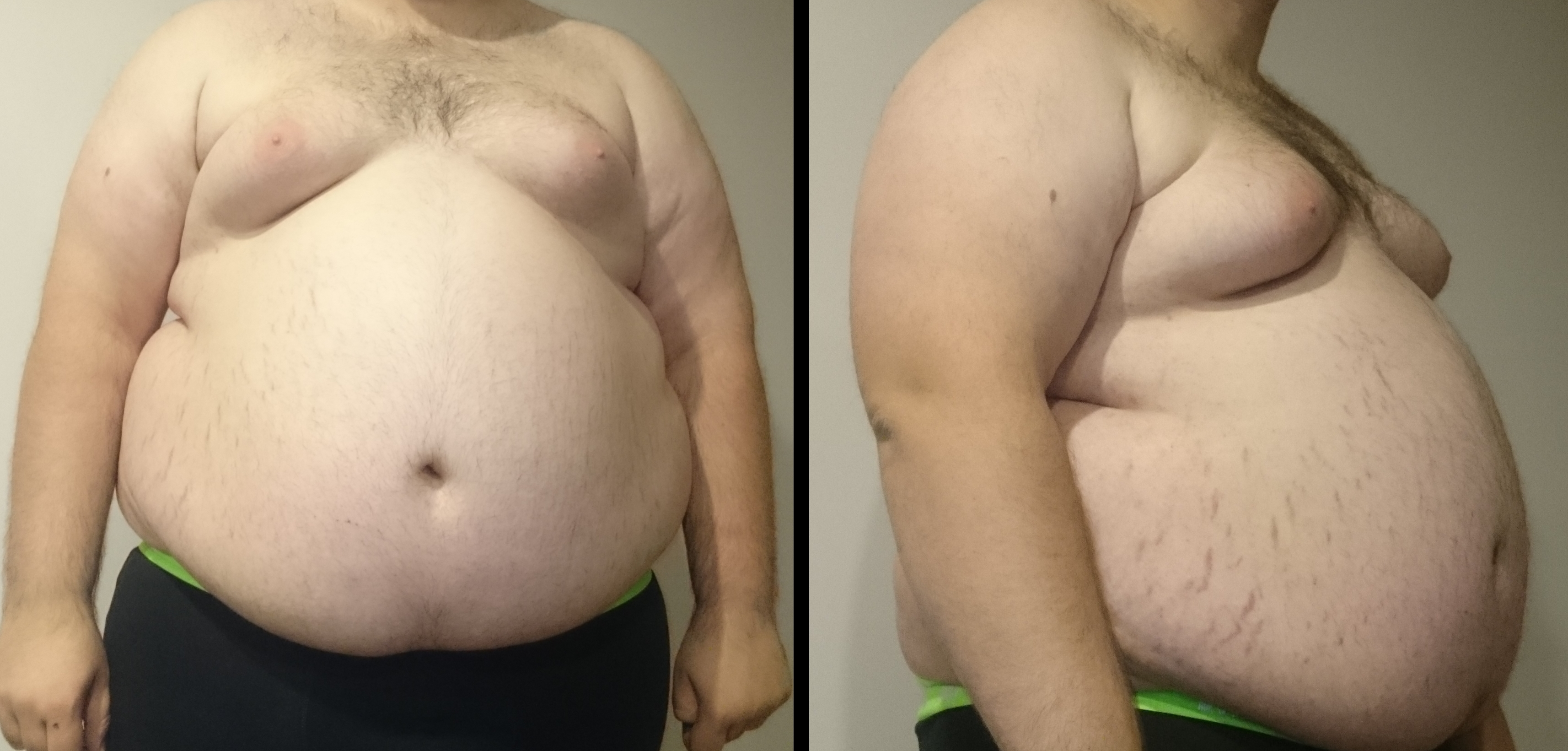
Obézní muž: 182 kg

Orientačním ukazatelem nadváhy je také obvod pasu. Při obvodu nad 102 centimetrů u mužů a nad 88 centimetrů u žen jde o obezitu.[zdroj⁠?!] Existují též další ukazatele obezity: poměr obvodu pasu k obvodu hýždí, měření tloušťky kožní řasy apod.

## Obezita v Česku
V České republice podle statistických údajů Státního zdravotního ústavu téměř každý druhý člověk trpí nadváhou a každý čtvrtý pak některým typem obezity. Asi 150 tisíc lidí pak trpí v České republice extrémní obezitou.

## Etymologie
Obezita je jmenná forma slova obézní, pocházejícího z latinského obēsus, což značí „statný, tučný nebo vykrmený“. Ēsus je minulé příčestí slova edere – „jíst“, s přidaným ob. V klasické latině je toto slovo používáno jen ve formě minulého příčestí. V angličtině bylo použito poprvé v roce 1651 v díle N. Biggse Mataotechnia Medicina Praxeuus.

## Příčiny
- Nadměrný a rychlý přístup k potravinám, čas a chuť k jídlu (nikoli hlad)[6] vedoucí k nadměrnému příjmu kalorií (přejídání)[7] nebo úmyslné vykrmování.[8] Vliv má i nesprávná strava nadcházejících matek a to i před početím.[9] Ovšem statistika obezity a energetický příjem spolu dostatečně nesouvisí.[10]
- Nevhodná kvalita a složení stravy (kalorií)[11]
- Mikroplasty uvolňované z obalů potravin mohou být obezogen.[12]
- Příčiny hormonální (mateřské přibírání váhy, nadbytek estrogenů, nedostatek melatoninu, podzimní přibírání váhy)[13] či endokrinní disruptory[14] uvolňované z plastů.
- PFAS[15]
- Nízká potravinová bezpečnost.[16]
- Nedostatek pohybu[17] (např. lenost) – novodobé výzkumy ovšem naznačují, že lovci a sběrači mají stejný energetický výdej jako lidé ve vyspělých společnostech (jen menší příjem), a přesto nejsou obézní[18]
- Stárnutí způsobuje zpomalení nakládání s tuky.[19]
- Nedostatek spánku (ghrelin, čas na jídlo)[20], hypofunkce štítné žlázy aj.
- Deprese, jež sice koreluje s obezitou, ale je spíše důsledek obezity[21][22]
- Dědičnost – vyskytuje se u vzácných syndromů, jako je syndrom Praderův–Williův (méně než 0,01 % populace), Bardetův–Biedlův (0,001 % populace),[23] Cohenův (méně než 1000 případů na světě)[24] či Ayaziův (méně než miliontina populace)[25]
- Nové výzkumy naznačují, že příčinou mohou být i střevní bakterie.[26]
- Vliv rodiny a okolí[27]

## Léčba
V klinické studii prokázal lék tirzepatid účinnost v léčbě obezity i pokles váhy.

## Rizika obezity
- Kardiovaskulární onemocnění
- Diabetes 2. typu
- Choroby kloubů a kostí
- Problémy s dýcháním
- Rakovina
- Problémy s játry
- Neplodnost

### Obezita a rakovina
Zhodnocení výsledků více než 200 dostupných meta-analýz zkoumajících souvislost mezi obezitou a výskytem 36 typů rakoviny, nalezlo souvislost u jedenácti typů rakoviny, převážně u malignit zažívacích orgánů a souvisejících s ženskými hormonálními vlivy.

## Pozitivní symbolika

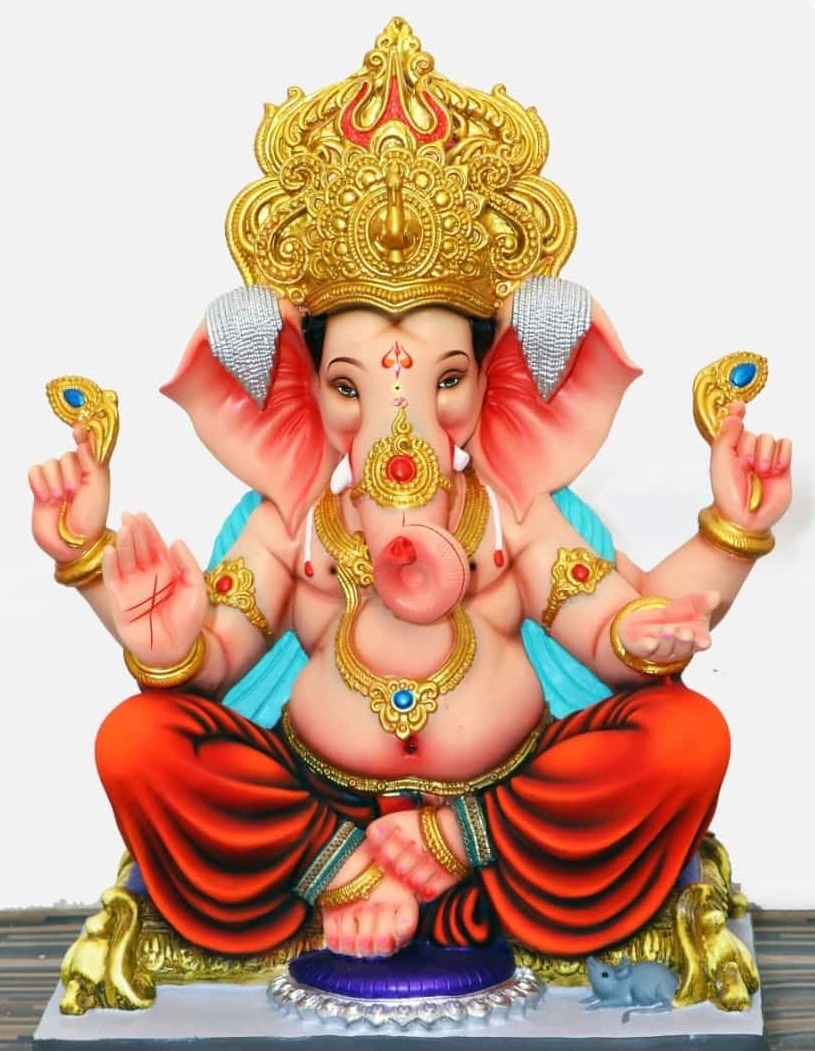
Ganéši

V mnoha mytologiích je obezita ztělesněním dosažení žádoucího duchovního a z něj vyplývajícího tělesného rozpoložení, blahobytu a významného postavení. to platí pro zobrazení Šivy, Pu-taje a smějícího se buddhy. Tělnatost čínského boha zdraví a hinduistického Ganéši představuje nenasytnost, a tedy i blahobyt. Podobný význam má obezita dosud u některých národů Afriky.